# Overture (The Who)
"Overture" is een nummer van de Brits rockband The Who. Overture verscheen als het eerste nummer op hun rockopera "Tommy" uit 1969. Het nummer is 5 minuten en 21 seconden lang en is in feite een ouverture: Het is de instrumentale introductie van een dramatische instrumentale compositie.
"Overture" werd zowel als single als ep uitgegeven in de late jaren zeventig. Het werd eveneens gecoverd door een band genaamd, The Assembled Multitude.
Het nummer bestaat uit secties van verschillende andere songs van "Tommy", waaronder "1921", "Go to the Mirror", "See Me, Feel Me", "Listening to You", "Pinball Wizard" and "We're Not Gonna Take It". Na 3 minuten en 20 seconden begint het openingsmelodietje van "Pinball Wizard" te spelen (in een andere toonsoort).
Overture noemt eveneens de verdwijning van Tommy's vader, Captain Walker van het Britse leger, in de Eerste Wereldoorlog. Er wordt verwacht dat hij nooit meer terug zal komen. Dit speelt een cruciale rol in de verhaallijn van de rockopera, wat in de track "1921" duidelijk wordt gemaakt.
Een kortere versie van "Overture" kan gevonden worden op het album Thirty Years of Maximum R&B (1994).
Overture is ook bekend in de versie van het Metropole Orkest o.l.v. Dick Bakker. Deze versie wordt jaarlijks gespeeld als tune van de Radio 2 Top 2000.

## NPO Radio 2 Top 2000
| Nummer met noteringen in de NPO Radio 2 Top 2000 | '99 | '00 | '01 | '02 | '03 | '04 | '05 | '06 | '07 | '08 | '09 | '10 | '11 | '12 | '13 | '14  | '15  | '16  | '17  | '18  | '19  | '20  | '21  | '22  | '23  | '24  |
| ------------------------------------------------ | --- | --- | --- | --- | --- | --- | --- | --- | --- | --- | --- | --- | --- | --- | --- | ---- | ---- | ---- | ---- | ---- | ---- | ---- | ---- | ---- | ---- | ---- |
| Overture                                         | 356 | 376 | 214 | 303 | 327 | 511 | 435 | 399 | 566 | 422 | 362 | 408 | 435 | 776 | 851 | 1045 | 1245 | 1555 | 1613 | 1589 | 1273 | 1458 | 1694 | 1755 | 1842 | 1704 |

1. ↑  Een vetgedrukt getal geeft de hoogste notering aan.